# Bubendorf
Bubendorf es una comuna suiza del cantón de Basilea-Campiña, situada en el distrito de Liestal. Limita al norte con la comuna de Liestal, al noreste con Lausen, al este con Ramlinsburg y Hölstein, al sureste con Lampenberg, al sur con Niederdorf y Arboldswil, al oeste con Ziefen, y al noroeste con Lupsingen y Seltisberg.